# 第20回全国高等学校バスケットボール選抜優勝大会
第20回全国高等学校バスケットボール選抜優勝大会（だい20かい ぜんこくこうとうがっこう―せんばつゆうしょうたいかい）は、1989年12月25日から29日まで代々木第二体育館、早稲田記念会堂、安田学園体育館で開催された全国高等学校バスケットボール選抜優勝大会である。男子は愛知工業大学名電が初優勝、女子は名古屋短期大学付属が3年連続3回目の優勝を達成。

## 出場校
| ブロック | 都道府県 | 男子             | 男子           | 都道府県 | 女子                 | 女子          |
| ブロック | 都道府県 | 出場校           | 出場回数       | 都道府県 | 出場校               | 出場回数      |
| -------- | -------- | ---------------- | -------------- | -------- | -------------------- | ------------- |
| 北海道1  | 北海道   | 東海大学第四     | 6年連続15回目  | 北海道   | 札幌山の手           | 2年ぶり8回目  |
| 北海道2  | 北海道   | 札幌光星         | 2年ぶり3回目   | 北海道   | 札幌静修             | 6年連続12回目 |
| 東北1    | 山形県   | 日本大学山形     | 2年連続11回目  | 宮城県   | 聖和学園             | 2年連続3回目  |
| 東北2    | 宮城県   | 仙台             | 3年連続3回目   | 山形県   | 山形城北女子         | 初出場        |
| 関東1    | 神奈川県 | 相模工業大学附属 | 5年連続17回目  | 神奈川県 | 富岡                 | 3年連続3回目  |
| 関東2    | 千葉県   | 東海大学付属浦安 | 6年ぶり6回目   | 千葉県   | 昭和学院             | 2年連続15回目 |
| 関東3    | 埼玉県   | 東京農業大学第三 | 初出場         | 栃木県   | 小山城南             | 4年連続5回目  |
| 関東3    | 茨城県   | 土浦日本大学     | 16年連続18回目 | 茨城県   | 日立女子             | 5年連続11回目 |
| 東京都1  | 東京都   | 京北             | 20年連続20回目 | 東京都   | 明星学園             | 5年連続10回目 |
| 東京都2  | 東京都   | 國學院大學久我山 | 3年連続4回目   | 東京都   | 東京成徳短期大学附属 | 3年ぶり17回目 |
| 北陸     | 福井県   | 北陸             | 11年連続12回目 | 石川県   | 七尾商業             | 初出場        |
| 信越     | 新潟県   | 新潟工業         | 2年ぶり5回目   | 長野県   | 野沢南               | 3年連続3回目  |
| 東海1    | 愛知県   | 愛知工業大学名電 | 2年連続12回目  | 静岡県   | 市立沼津             | 3年連続5回目  |
| 東海2    | 岐阜県   | 岐阜農林         | 4年ぶり13回目  | 愛知県   | 高蔵                 | 15年ぶり2回目 |
| 近畿1    | 京都府   | 洛南             | 5年連続15回目  | 大阪府   | 薫英                 | 8年連続12回目 |
| 近畿2    | 兵庫県   | 育英             | 2年ぶり5回目   | 兵庫県   | 甲子園学院           | 8年連続10回目 |
| 近畿3    | 兵庫県   | 市立御影工業     | 16年ぶり4回目  | 京都府   | 明徳商業             | 6年連続6回目  |
| 中国1    | 岡山県   | 岡山理科大学附属 | 5年ぶり3回目   | 岡山県   | 就実                 | 3年ぶり7回目  |
| 中国2    | 山口県   | 山口             | 初出場         | 山口県   | 三田尻女子           | 初出場        |
| 四国     | 愛媛県   | 新田             | 5年ぶり4回目   | 高知県   | 市立高知商業         | 12年ぶり2回目 |
| 九州1    | 福岡県   | 福岡大学附属大濠 | 3年連続16回目  | 福岡県   | 中村学園女子         | 3年連続10回目 |
| 九州2    | 沖縄県   | 興南             | 2年連続7回目   | 福岡県   | 福岡第一             | 初出場        |
| 九州3    | 沖縄県   | 中部工業         | 4年連続5回目   | 熊本県   | 九州女学院           | 初出場        |
| 推薦     | 秋田県   | 能代工業         | 20年連続20回目 | 愛知県   | 名古屋短期大学付属   | 7年連続7回目  |

## 試合結果

### 男子
1回戦
- 東京農業大学第三 66 - 59 岐阜農林
- 中部工業 75 - 62 新田
- 國學院大學久我山 78 - 63 東海大学第四
- 北陸 64 - 53 山口

- 興南 71 - 49 育英
- 京北 117 - 73 札幌光星
- 岡山理科大学附属 72 - 71 日本大学山形
- 市立御影工業 72 - 63 仙台

2回戦
- 能代工業 83 - 67 東京農業大学第三
- 相模工業大学附属 84 - 77 興南
- 土浦日本大学 79 - 43 中部工業
- 新潟工業 82 - 68 京北

- 洛南 59 - 45 國學院大學久我山
- 福岡大学附属大濠 73 - 61 北陸
- 東海大学付属浦安 95 - 64 岡山理科大学附属
- 愛知工業大学名電 82 - 52 市立御影工業

準々決勝
- 能代工業 78 - 61 土浦日本大学
- 福岡大学附属大濠 81 - 73 洛南
- 相模工業大学附属 73 - 70 新潟工業
- 愛知工業大学名電 96 - 81 東海大学付属浦安

準決勝
- 能代工業 84 - 66 福岡大学附属大濠
- 愛知工業大学名電 63 - 53 相模工業大学附属

3位決定戦
- 相模工業大学附属 106 - 98 福岡大学附属大濠

決勝
- 愛知工業大学名電 61 - 55 能代工業

### 女子
1回戦
- 小山城南 71 - 68 山形城北女子
- 福岡第一 75 - 53 市立高知商業
- 高蔵 71 - 52 七尾商業
- 明星学園 57 - 48 九州女学院

- 昭和学院 110 - 102 野沢南
- 明徳商業 73 - 46 就実
- 札幌静修 115 - 75 日立女子
- 東京成徳短期大学附属 88 - 59 三田尻女子

2回戦
- 名古屋短期大学付属 103 - 30 小山城南
- 札幌山の手 82 - 64 福岡第一
- 薫英 89 - 60 昭和学院
- 市立沼津 70 - 55 東京成徳短期大学附属

- 高蔵 63 - 57 中村学園女子
- 富岡 108 - 69 明徳商業
- 聖和学園 73 - 58 明星学園
- 甲子園学院 65 - 63 札幌静修

準々決勝
- 名古屋短期大学付属 64 - 52 札幌山の手
- 市立沼津 65 - 57 薫英
- 富岡 71 - 42 高蔵
- 甲子園学院 104 - 64 聖和学園

準決勝
- 名古屋短期大学付属 53 - 43 市立沼津
- 富岡 47 - 46 甲子園学院

3位決定戦
- 市立沼津 50 - 43 甲子園学院

決勝
- 名古屋短期大学付属 76 - 42 富岡

## 大会ベスト5
男子
- 古田悟 (愛知工業大学名電№5・3年)
- 天野佳彦 (愛知工業大学名電№7・3年)
- 長谷川誠 (能代工業№4・3年)
- 関口聡史 (能代工業№10・3年)
- 赤穂真 (相模工業大学附属№4・3年)

女子
- 竹内高美 (名古屋短期大学付属№4・3年)※18回大会に続き2回目
- 矢藤加織 (名古屋短期大学付属№6・3年)
- 山田かがり (名古屋短期大学付属№7・2年)
- 加藤貴子 (富岡№4・3年)※18回、19回大会に続き3年連続3回目
- 山本有希子 (市立沼津№7・3年)